# Zrinka Tamburašev
Zrinka Tamburašev, hrvaška kémičarka, * 22. september 1921, Sisek, † 25. april 2003, Zagreb.
Gimnazijo je končala leta 1940 v rojstnem kraju, diplomirala pa leta 1948 na Kemijsko-tehnološkem oddelku Tehniške fakultete v Zagrebu (sedaj Fakulteta za kemijsko inženirstvo in tehnologijo v Zagrebu. Tam je leta 1965 tudi doktorirala s tezo Studije u redu eritromicina – sinteza eritromicin oksima, 9-amino eritromicina i njihovih derivata. Najprej je bila zaposlena v beograjskem farmacevtskem podjetju Galenika, leta 1957 pa se je zaposlila v zagrebškem farmacevtskem podjetju PLIVA. Tu je delala kot znanstvenica-raziskovalka. S svojim delom na področju biotehnologije, biokemije in mikrobiologije je pomembno pripomogla pri razvoju PLIVE. Leta 1974 je s sodelavci S. Đokićem, G. Kobrehelom in G. Lazarevskim začela delo na sintezi posameznih faz za pripravo novega makrolidnega antibiotika, kasneje imenovanega azitromicin. Zdravilo je bilo patentirano leta 1980 in registrirano leta 1988 pod imenom Sumamad (Zithromax). PLIVA ga je pod tem imenom prodajala v mnogih državah. Z raziskovalnim delom nje in njenih sodelavcev je dobila PLIVA kot ena redkih svetovnih farmacevtskih družb svoj lasten antibiotik.